# Lionel Salaün
Pour les articles homonymes, voir Salaün.
Œuvres principales
- Le Retour de Jim Lamar

Lionel Salaün, né le 4 novembre 1959 à Chambéry, est un écrivain français.

## Biographie
Après de multiples emplois (magasinier, fabricant d’aquariums, pêcheur de sardines à Sète, ou photographe), Lionel Salaün publie son premier livre après avoir essayé pendant vingt ans d'être publié Il s'était promis d'abandonner l'écriture si son manuscrit sur le retour d'un soldat du Vietnam après treize ans d'absence n'était pas publié non plus. Ce premier roman "Le Retour de Jim Lamar", en 2010, se vend à plus de 15 000 exemplaires et reçoit douze récompenses.
Influencé par les classiques allemands, Steinbeck ou Faulkner, ses romans se déroulent aux États-Unis (sur les rives du Mississippi pour Le Retour de Jim Lamar et dans un bistrot ouvrier  pour Bel-Air.
Chacun de ses livres a pour thème le retour après une longue absence (de la guerre du Vietnam ; de la prison ; après avoir fui le domicile paternel).

## Œuvres
- Le Retour de Jim Lamar, Liana Levi, 2010Réédition Piccolo no 82, 2012 - Prix Lire en poche de Gradignan
Prix Romangier Génilac
Prix des lecteurs du Télégramme
Prix des lecteurs des bibliothèques de Villebois-Lavalette
Prix Cinélect Dorothée Théron
 Prix premier roman de Culture et bibliothèques pour tous de la Sarthe
Prix Lire-Élire des bibliothèques pour tous du Nord
Prix coups de cœur Lettres Frontière
Prix des lecteurs des villes de Corbas et Mions
Prix Tyde Monnier de la SGDL
Prix ENS Cachan
Prix « Vivre lire » du premier roman des lecteurs de Val d'Isère
- Bel-Air, Liana Levi, 2013Réédition Piccolo no 121, 2015
- La Terre des Wilson, Liana Levi, 2016Prix des 1001 feuilles 2016 de la bibliothèque de Lamballe
- Whitesand, Actes Sud, 2019
- Et Mathilde danse, Actes Sud, coll. « Actes noirs », 2020